# Международный Фонд спасения Арала
Международный Фонд спасения Арала (МФСА) — международная организация, основной задачей которой является финансирование и реализация совместных усилий, направленных на спасение Аральского моря.

## История
Международный Фонд спасения Арала создан в соответствии с решением Глав Казахстана, Кыргызстана, Таджикистана, Туркменистана и Узбекистана, принятым 4 января 1993 года в городе Ташкент.
Страны учредители поочередно председательствуют в фонде, а Главы государств ЦА поочередно избирают президента МФСА сроком на 3 года.
Президентами Фонда в разные годы являлись:
- 1993—1997 гг. — Президент Казахстана Нурсултан Назарбаев
- 1997—1999 гг. — Президент Узбекистана Ислам Каримов
- 1999—2002 гг. — Президент Туркменистана Сапармурат Ниязов
- 2002—2008 гг. — Президент Таджикистана Эмомали Рахмон
- 2008—2013 гг. — Президент Казахстана Нурсултан Назарбаев
- 2013—2016 гг. — Президент Узбекистана Ислам Каримов
- 2016—2019 гг. — Президент Туркменистана Гурбангулы Бердымухаммедов
- 2019—2023 гг. - Президент Таджикистана Эмомали Рахмон

С января 2024 года президентом фонда является Президент Казахстана Касым-Жомарт Токаев.
В октябре 2008 года МФСА предоставлен статус наблюдателя в Генеральной Ассамблее ООН.

## Структура
Государства-учредители образуют Правление Фонда, в состав которого делегируют по два своих представителя, соответственно, по одному в Правление Фонда и в Ревизионную комиссию Правления Фонда.
Постоянно действующим исполнительным органом Фонда является Исполнительный Комитет (Исполком). Исполком располагается в той стране, Глава которой является Президентом Фонда. Исполком является юридическим лицом со статусом международной организации, обладающей соответствующими иммунитетом и привилегиями. В настоящее время Исполком МФСА дислоцируется в Астане, а его председателем является Асхат Оразбай (Казахстан). Исполком МФСА имеет подразделения в Алматы, Бишкеке, Душанбе, Дашховузе, Ташкенте, Кзылорде и Нукусе.
В структуру МФСА также входят:
- Межгосударственная координационная водохозяйственная комиссия (МКВК) с подразделениями (Секретариат, Научно-информационный центр, БВО «Амударья» и БВО «Сырдарья»);
- Межгосударственная комиссия по устойчивому развитию (МКУР) с подразделениями (Секретариат, Научно-информационный центр — Ашхабат).

Агентство Международного фонда спасения Арала по управлению реализацией проектов бассейна Аральского моря и GEF было создано Исполкомом МФСА по инициативе Республики Узбекистан и одобрено решением Президента МФСА Ислама Каримова от 12 мая 1998 года. Агентство имеет статус международной организации и ежегодно аккредитуется в Министерстве иностранных дел Республики Узбекистан. Агентство обеспечивает управление и реализацию проектов по проблемам бассейна Аральского моря, работает с республиканскими органами в части согласования, экспертизы, утверждения проектов ПБАМ и их финансирования, координирует реализацию проектов Нукусским филиалом Исполкома МФСА. Агентство призвано привлекать внимание международных организаций, стран-доноров, общественности к решению проблем бассейна Аральского моря.